# باس آلبرتی

مثال از یک «باس آلبرتی» از «سونات پیانو (K 545)»، اثرِ موتسارت

باسِ آلبرتی (انگلیسی: Alberti bass)، نوعی خاص از همراهی فیگورهای ملودیک است که اغلب در دوره کلاسیک و گاهی در دوران رمانتیک استفاده می‌شد. این اصطلاح به‌نام دومنیکو آلبرتی نامگذاری شد که آن را به‌طور گسترده مورد استفاده قرار داد، اگرچه اولین کسی نبود که از آن استفاده می‌کرد.

## تعریف

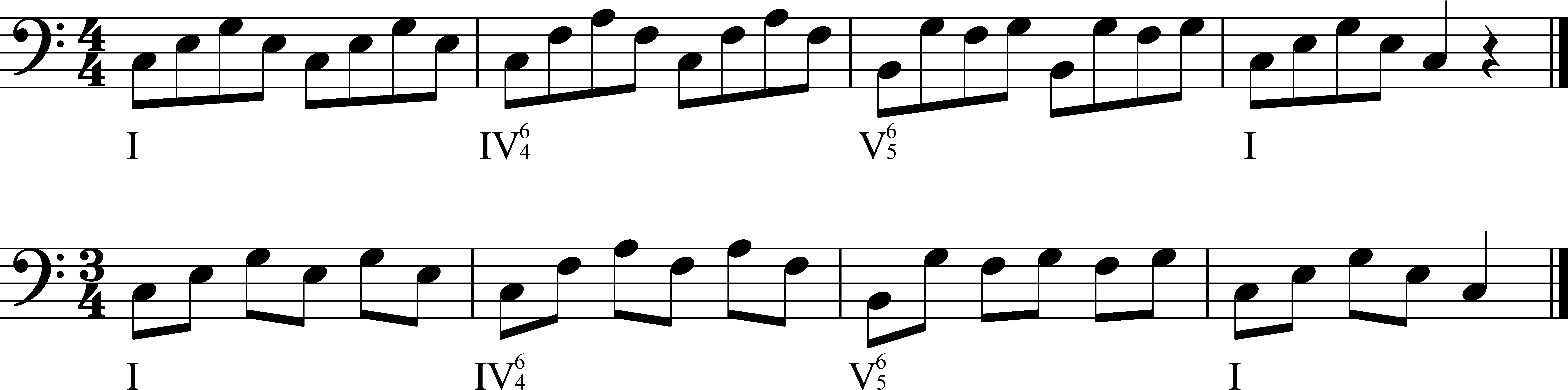
الگوهای معادل در کسر میزان 4/4 و 3/4

باسِ آلبرتی، نوعی آکورد شکسته (آرپژ) است، جایی که نت‌های آکورد به ترتیب در پایین‌ترین، میانی و بالاترین بخشِ آکورد ارایه می‌شود. سپس این الگو چندین بار در طولِ قطعه تکرار می‌شود:
الگوی «آکورد شکسته» به ایجاد صدای پایدار و روان بر روی پیانو کمک می‌کند. «در باس آلبرتی، آکوردهای هارمونی به الگوهای کوتاه و شکسته تبدیل می‌شوند، این الگوی ثابت که در موسیقی ارکسترال و موسیقی کلاسیک به آن می‌پردازند، باعث می‌شود خط پرانرژیِ «باسو کونتینو» را که در دوره باروک رایج بود، جبران کند».
باسِ آلبرتی در قطعات، معمولاً برای دست چپِ ساز شستی‌دار به‌ویژه در آثار پیانویی موتسارت یافت می‌شود. با این حال این الگو همچنین برای سایرِ سازها نیز استفاده می‌شود. «باس آلبرتی» را «یک‌نواختی قابل تحمل»، یا «شاید پرتحرک‌ترین بخش اجرای موسیقی در قرن هجدهم»، تشریح کرده‌اند.

## یادداشت
1. ↑  باسو کونتینو اعدادی هستند که روی نت باس نوشته می‌شود. این اعداد نوع آکورد و نحوهٔ قرار گرفتن سه صدای بالایی در هارمونی را مشخص می‌کند و نوازندهٔ ساز شستی‌دار با تعقیب این اعداد به اجرای موسیقی می‌پردازد.[۲]